# Expo Express
Экспо Экспресс — бывшая линия автоматизированного метрополитена, состоявшая из пяти станций, длиной 5.7 км. Проходила из Сите-дю-Гавр в Ла-Ронд в Монреале, Квебек, Канада. Была построена специально для Всемирной выставки Expo 67 1967 года за 18 миллионов канадских долларов. Поезда перевозили по 1000 пассажиров каждый и ходили примерно каждые пять минут. Линия функционировала отдельно от Монреальского метрополитена и не была связана с последним.
В 1968 году вагоны были проданы городу Монреалю за 1,8 миллиона долларов и эксплуатировались Монреальской транзитной комиссией (ныне STM). Поезд прослужил ещё пять лет для подвоза пассажиров на выставку «Человек и его мир», которая размещалась в тех же павильонах, что и Всемирная выставка, но функционировала только летом, однако с 1969 года поезда ходили по сокращённому маршруту — конечной остановкой стал остров Святой Елены. После сезона 1972 года обслуживание линии было прекращено.
Expo Express не следует путать с монорельсовой системой Minirail (тип Пиплмувер), также обслуживавшей пассажиров во время той же выставки.

## История

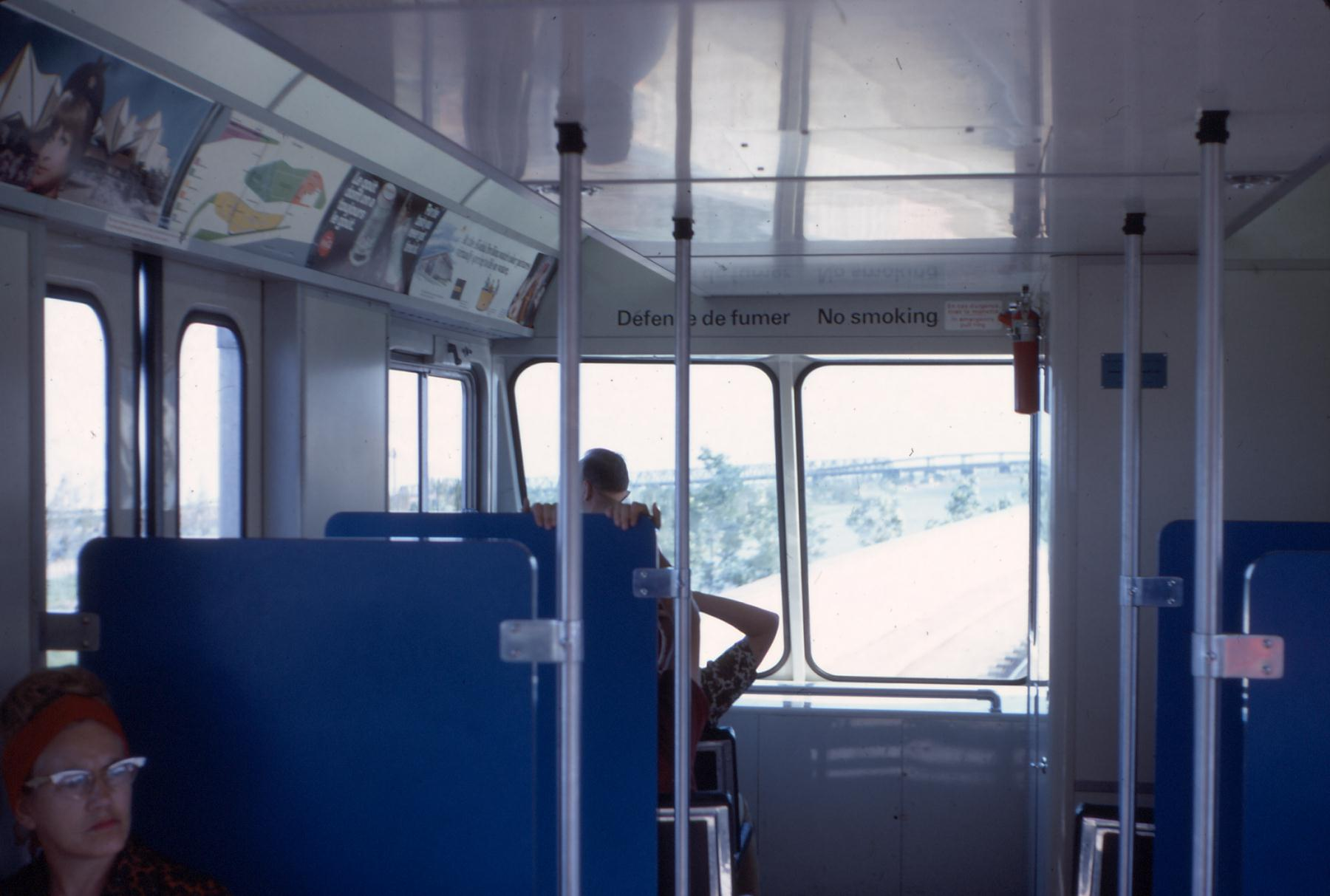
Интерьер поезда Expo Express, вид вперёд

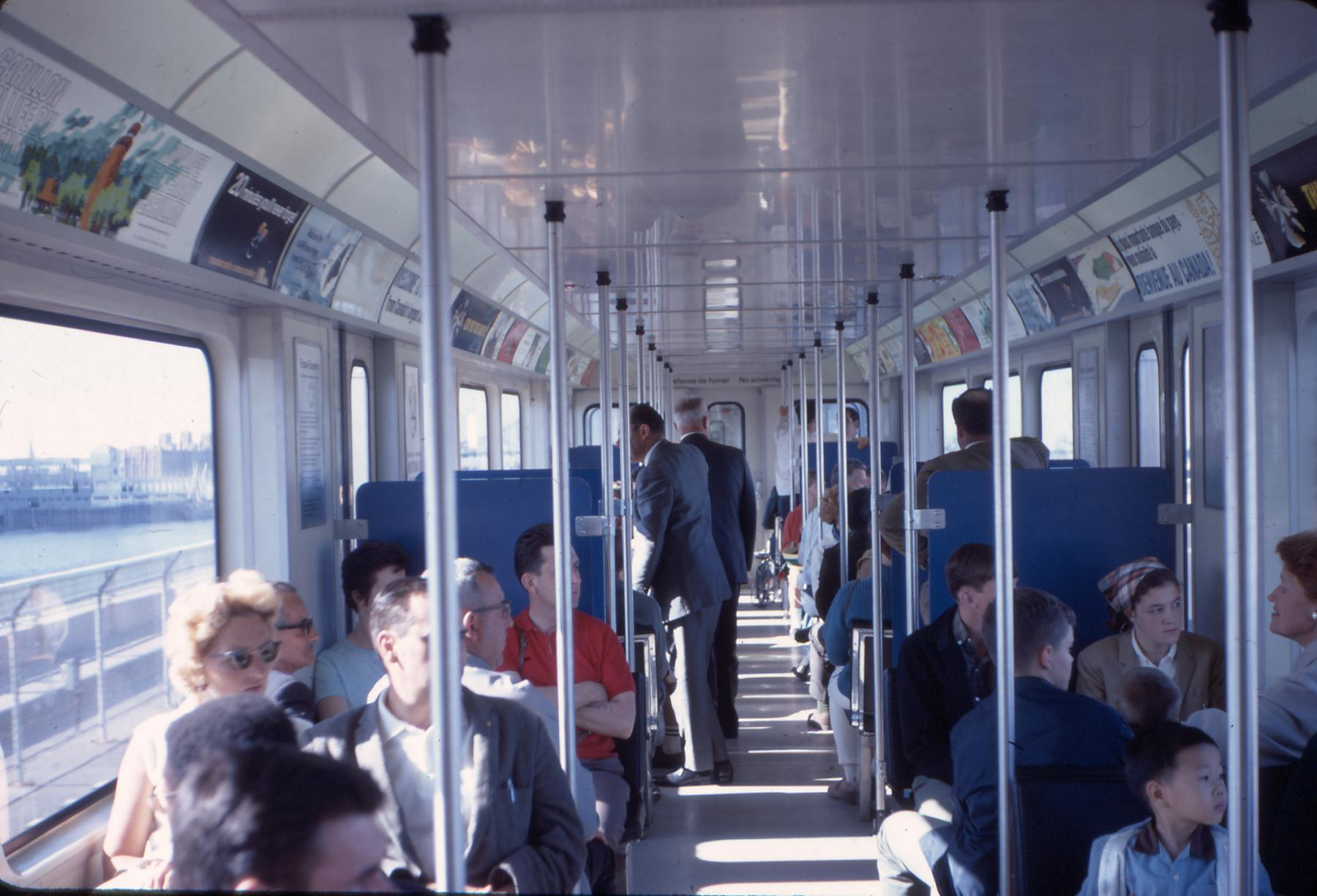
Интерьер поезда Expo Express, вид в сторону хвоста поезда

Expo Express работал с апреля 1967 года по октябрь 1972 года (через год после того, как экспозиция «Человек и его мир» на острове Нотр-Дам была закрыта для публики). После закрытия Всемирной Выставки, пока была открыта выставка «Человек и его мир», Expo Express курсировал только два месяца в году. После того, как движение было прекращено, в 1973 году поезда были поставлены на хранение на мосту Конкорд между островами Святой Елены и Нотр-Дам. Северный конец линии снесли в 1974 году. Летом 1979 года поезда снова переместили в порт Монреаля по временным путям и хранили в доках CN Point St-Charles.
После того, как не удалось реализовать несколько планов, например, продажу Управлению спорта и выставок Нью-Джерси , вагоны были перемещены из Пуэнт-Сен-Шарль на открытый склад в Ле-Седре в середине / конце 1980-х годов и списаны в 1995 году.

В настоящее время от Expo Express почти не осталось следов. Единственное исключенине — Ла-Ронд, где сохранились руины железнодорожного моста у реки, а остатки станции La Ronde превращены в главный вход парка аттракционов La Ronde. Место, где стояла станция Place d’Accueil, теперь является парковкой, а часть бывшего маршрута в настоящее время является велосипедной дорожкой.

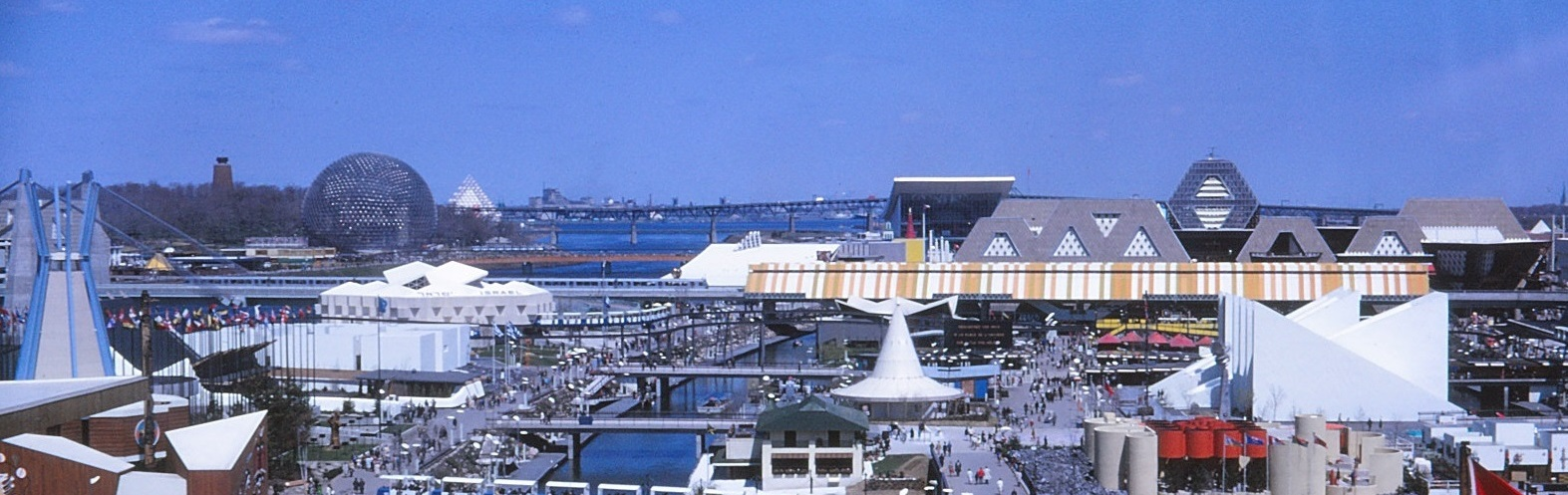
Expo Express (на заднем плане слева) пересекает мост. На переднем плане видны вагоны монорельсовой линии Minirail, обслуживавшей ту же выставку.

## Характеристика
Expo Express была первой полностью автоматизированной системой скоростного транспорта в Северной Америке, в которой использовалась система автоматического движения поездов (ATO), основанная на рельсовых цепях звуковых частот, изготовленных подразделением Union Switch & Signal компании Westinghouse Air Brake Company. Этот факт, однако, не получил широкой огласки во время Всемирной выставки, так как считалось, что публика будет неохотно садиться в поезд, полностью управляемый компьютером. Операторов из транспортного союза Монреаля поместили в кабины впереди и дали им рутинные задачи, такие как открытие и закрытие дверей поезда, чтобы они не уставали от скуки.
Это привело к незначительному инциденту во время ярмарки на станции La Ronde. Кондуктор нажал кнопку, чтобы закрыть двери и продолжить движение, но сенсор его поезда уже засёк приближающийся экспресс с острова Нотр-Дам и автоматически задержал команду на выход, чтобы позволить встречному поезду въехать на станцию. Тем временем водитель понял, что забыл свой обед. Однако он не мог выйти через пассажирские двери, потому что его поезд находился в состоянии «ожидания» и не позволял дверям открыться. Вместо этого он выполз в маленькое окно кабины. Однако к тому времени, как он принёс свой обед, приближающийся поезд уже подъехал, и его поезд ушел сам по себе. Он пересёк мост через канал Ле-Муэн остановился на станции «Остров Нотр-Дам», где его уже ждал представитель Экспо. Этот человек пролез обратно через окно кабины и нажал кнопку, чтобы открыть двери и выпустить пассажиров.

## Маршрут

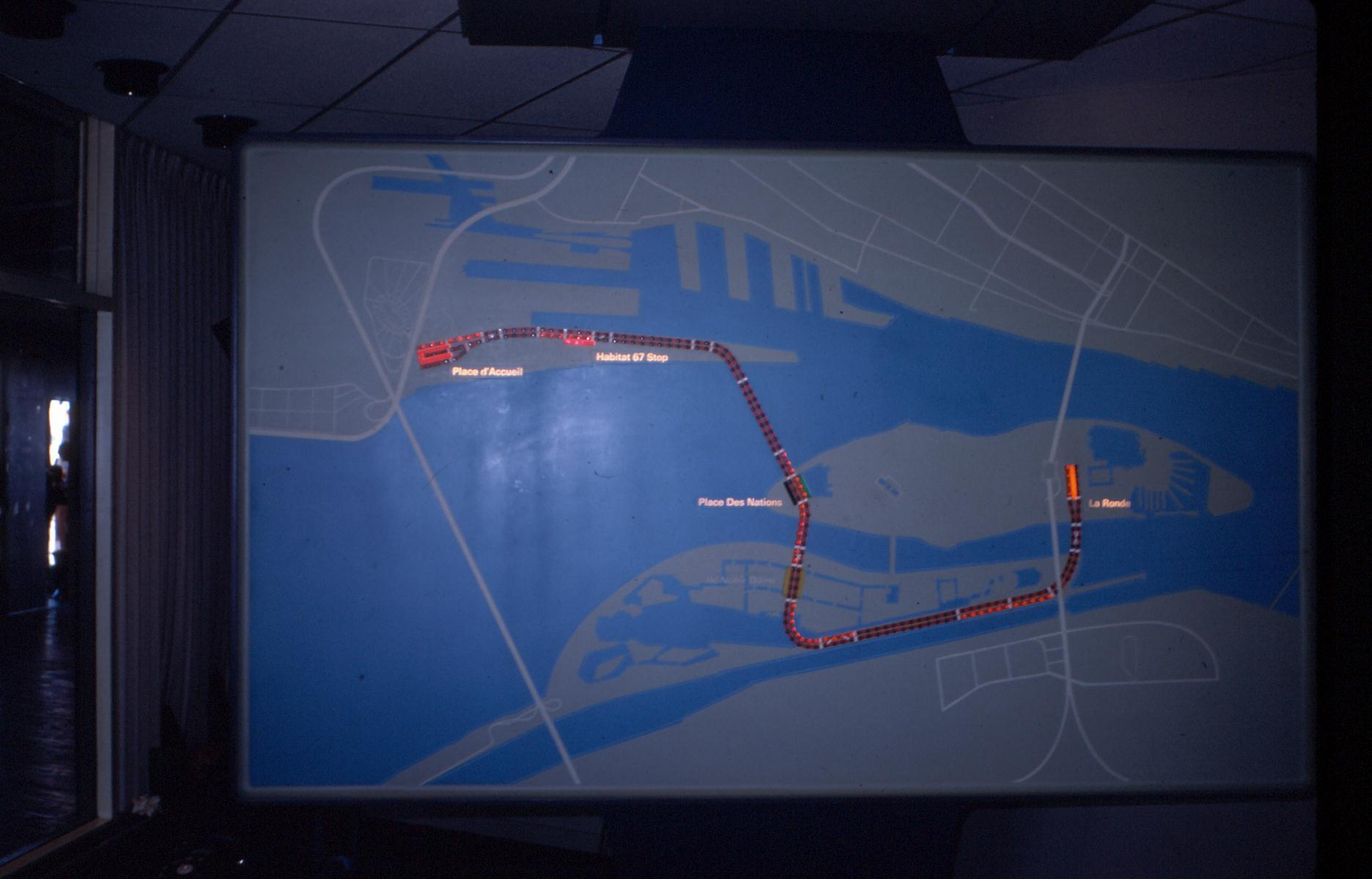
Макет табло в центре управления Expo Express на терминале Place d 'Accueil, показывающий схему линий

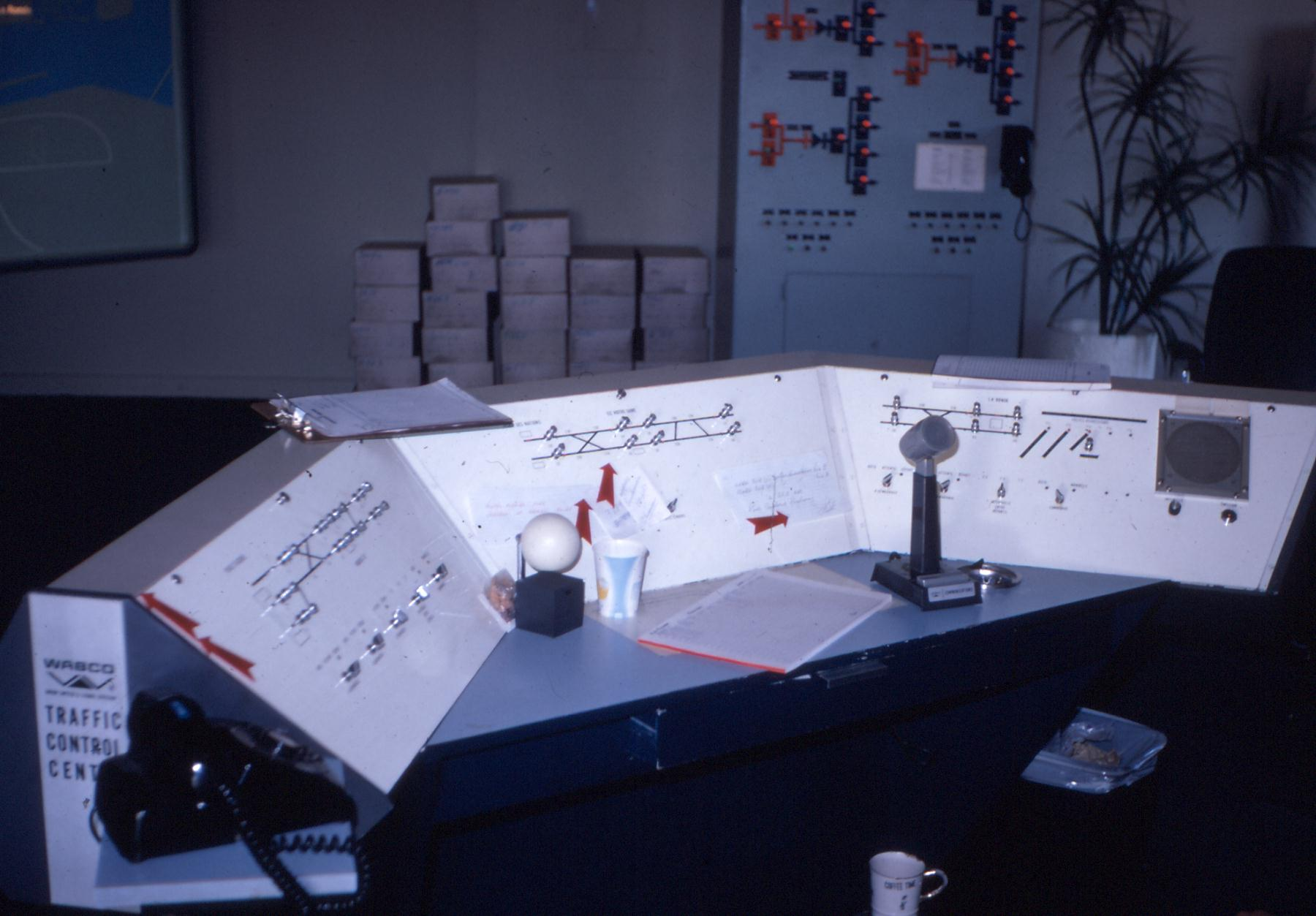
Пульт управления в центре управления Expo Express на терминале Place d 'Accueil

Expo Express был передовым проектом для своего времени, и в то же время убыточным для городского бюджета.
Линия была двухпутной на всём протяжении маршрута, за исключением однопутного участка в Cite du Havre, где люди выходили с одной стороны поезда и садились на другую. Объекты технического обслуживания располагались к северо-западу от станции La Ronde.
Когда линия Cite du Havre закрылась в конце 1968 года, а конечная остановка была сокращена до острова Святой Елены, она также стала однопутной. В следующем году бывшая станция Habitat (только выездная; закрыта в начале 1967 г. из-за низкого числа пассажиров) была физически перемещена на остров Нотр-Дам, недалеко от павильона «Человек и сельское хозяйство», и переименована в станцию Notre-Dame East (только въезд). В 1972 году все станции на острове Нотр-Дам закрылись, и с тех пор маршрут проходил прямо от острова Святой Елены до Ла-Ронда без остановок между ними.
Линия была демонтирована к северу от острова Нотр-Дам в 1974 году для строительства Олимпийского бассейна; подвижной состав был перемещен на мост Конкорд между Нотр-Дамом и островом Святой Елены и хранился там до 1979 года.

## Вагоны
В отличие от монорельсовой дороги Minirail, которая проходила по периметру площадки Expo, в Expo Express использовалась стандартная железнодорожная технология с двумя ходовыми рельсами и третьим электрифицированным рельсом, идентичным рельсам метро Торонто. Фактически, используемые поезда были модифицированной версией Hawker Siddeley серии H, используемой Транзитной комиссией Торонто, но имели на одну дверь меньше с каждой стороны и обтекаемые концы. В отличие от поездов метро Монреаля с резиновыми шинами, Expo Express использовал традиционные поезда на стальных колесах. Expo Express также использовал полностью кондиционированные пассажирские вагоны, в то время как в Монреальском метро нет поездов с кондиционерами на всех четырёх линиях, отчасти из-за небольших размеров туннелей, из-за чего выход тепла из кондиционеров может создать в туннелях температуру, неприемлемую для эксплуатации. Скоростное метро REM (который будет использовать поезда на стальных колесах) станет первой линией метро в Монреале, где будут поезда с кондиционерами, как только она откроется в 2022 году.
В 1968 году Управление транзита Нью-Йорка рассматривало возможность модификации вагонов для использования на железной дороге Статен-Айленда, но этот план так и не был реализован.